# Cisco Adler
Cisco Sam Adler (ur. 6 września 1978 roku w Los Angeles) – amerykański muzyk rockowy, wokalista zespołu Whitestarr. Podczas, gdy jako zespół znani są z występów w programie telewizyjnym Życie Rockmana (ang. The Rock Life), emitowanym na antenie MTV, Adler znany jest ze związków z aktorkami i modelkami takimi jak Mischa Barton, Kimberly Stewart czy Lauren Conrad. W styczniu 2007 zostało w Internecie opublikowane jego nagie zdjęcie, co spowodowało zakończenie związku z Mischą Barton.
Cisco Adler jest synem producenta muzycznego, Lou Adlera.